# Into the New World
Singles de Girls' Generation
Girls' Generation
(2007)
Into The New World (en coréen 다시 만난 세계) est le premier single du girl group sud-coréen Girls' Generation. Il a été écrit par Kim Jeongbae et produit par Kenzie. Il a été publié le 3 août 2007 en version numérique par SM Entertainment et a été distribué par Genie Music ; sa version physique est sortie le 6 août. Ce single a ensuite été introduit dans leur album Girls' Generation en 2007.
Le groupe a interprété Into The New World durant plusieurs émissions musicales et lors de leurs concerts dans des pays d'Asie.

## Contexte
La chanson a été produite par Lee Soo-man, directeur de la plus grande agence de Corée du Sud, SM Entertainment.

## Vidéoclip
Le vidéoclip commence avec des écritures: “Into the New World, Or Not.. It’s Up to Your Choice..." 
Durant tout le clip, les membres font chacune une activité seule ou à deux. Les activités sont:
- Yoona fait du design pour des vêtements.
- Taeyeon essaye de piloter un avion avec l'aide de Sooyoung. Dans le clip, on peut voir au début que l'avion est cassé, et elles essayent de le réparer, avant le vol, Sooyoung prie. Enfin, Taeyeon décolle et elles paraissent joyeuses.
- Yuri est une barista.
- Hyoyeon achète une paire de chaussures légères blanches puis va sur des escaliers pour danser.
- Sunny et Jessica font du graffiti. Elles taguent "New world 2007".
- Tiffany répare son scooter et le colorie en rose.
- Seohyun fait du ballet et lance un avion en papier.

## Promotion
La chanson a été interprétée pour la première fois sur la chaîne SBS le 5 août 2007.

## Reprises
Cette chanson est devenue celle que tous les nouveaux groupes féminins de K-pop. Ainsi plusieurs groupes féminins rendent hommages à travers des reprises dans des émissions musicales, lors d'émissions de remises de prix, etc,. Par exemple, dans la première saison de Produce 101, la chanson a été utilisée lors d'une mission donnée par le jury, de même que dans l'émission Finding Momoland. Dans Idol School en 2017, elle a été utilisée comme chanson d'évaluation et les neuf gagnantes de l'émission ont interprété cette chanson à l'occasion de l'épisode 600 de MCountdown. En 2016, lors du KBS Gaon Music Awards, les GFriend, les Red Velvet, I.O.I et Twice ont fait une reprise toutes ensemble.
Après le départ de Jessica Jung du groupe, les Girls' Generation ont changé la version originale en version ballade, qu'elles ont pu interpréter lors de concerts et d'émissions musicales, cette version a d'ailleurs été elle aussi reprise par d'autres groupes par exemple dans l'émission Produce 48.